# Зернов, Дмитрий Михайлович
Дмитрий Михайлович Зернов (27 сентября 1913 — 25 октября 2011) — передовик советской оборонной промышленности, механик-сборщик завода № 88 Государственного комитета Совета Министров СССР по оборонной технике,  Московской области, Герой Социалистического Труда (1961).

## Биография
Родился 27 сентября 1913 года в посёлке Болшево, ныне город Королёв Московской области в русской семье. Его родитель, Зернов Михаил Иванович, был первым председателем Болшевского поселкового совета.
После завершения обучения в ремесленном училище стал работать слесарем-сборщиком на заводе №88 Министерства вооружения СССР, затем Министерства оборонной промышленности в посёлке Подлипки Московской области. За участие в обеспечении первого полёта искусственного спутника Земли был награждён Орденом Трудового Красного Знамени.
За выдающиеся заслуги в создании образцов ракетной техники и обеспечении успешного полёта человека в космическое пространство Указом Президиума Верховного Совета СССР от 17 июня 1961 года под грифом "совершенно секретно" Дмитрию Михайловичу Зернову было присвоено звание Героя Социалистического Труда с вручением ордена Ленина и золотой медали «Серп и Молот».
В дальнейшем продолжал трудовую деятельность механиком-сборщиком №88, который в 1966 году вошёл в Конструкторское бюро Экспериментального Машиностроения Министерства общего машиностроения СССР. Позже вышел на заслуженный отдых.
Проживал в Королёве Московской области. Умер 25 октября 2011 года. Похоронен на кладбище в селе Братовщина Пушкинского района Московской области.

## Награды
За трудовые успехи удостоен:
- золотая звезда «Серп и Молот» (17.06.1961),
- орден Ленина (17.06.1961),
- Орден Трудового Красного Знамени (21.12.1957),
- другие медали.